# Iassus
Iassus — род цикадок из отряда Полужесткокрылых.

## Описание
Цикадки длиной около 6-10 мм. Крупные и несколько угловаты, с относительно широкой переднеспинкой. Темя и переднеспинка в тонких поперечных бороздках. На древесной и кустарниковой растительности. Для СССР указывалось около 6 видов. В Европе около 4 видов.
- Iassus lanio (Linnaeus, 1761)
- Iassus mirabilis Orosz, 1979
- Iassus scutellaris (Fieber, 1868)
- Iassus vaginatus (Kirschbaum, 1868)